# 祈錦鈅
祈錦鈅（英語：Maxine Chi，1995年6月20日—），臺灣網路紅人、擁有碩大的美麗胸部與激似周子瑜的顏值。

## 人物
祈錦鈅身高153公分，於2013年起成為寫真偶像，初以模特兒身份於網路打開知名度，2017多次因相貌神似周子瑜而頻登熱搜和表特版，在社群媒體PO出性感巨乳黑色比基尼照游泳而徹底打開知名度  ，同年更是主演「isCar 就是行 APP」廣告而擁有『國民女友』『G奶周子瑜』的封號。
2020年以歌手身份出道，代表作品『比心小幸福』、『孤單傻子』，2024與莉奈文創出版電子寫真『不祈而遇』。現今多以現場表演和節目曝光。

## 音樂作品

### 個人單曲
| 發行日期   | 歌曲名稱       | 詞曲創作                           |
| ---------- | -------------- | ---------------------------------- |
| 2019年2月  | 《比心小幸福》 | 作词：金小K、岑思源 作曲：岑思源   |
| 2019年5月  | 《孤單傻子》   | 作詞：楊景涵Vans 作曲：楊景涵Vans  |
| 2020年3月  | 《I DO》       | 作詞：祈錦鈅 作曲：陳冠甫          |
| 2020年12月 | 《兇兇的》     | 作詞：陳冠甫、 祈錦鈅 作曲：陳冠甫 |
| 2021年11月 | 《攤牌》       | 作詞：祈錦鈅 作曲：祈錦鈅          |

## 出版作品

### 寫真集
| 年份   | 書名                            | 出版社           | ISBN               |
| ------ | ------------------------------- | ---------------- | ------------------ |
| 2021年 | 《祈錦鈅 MAXINE：首本個人寫真》 | 創笙             | ISBN 9789860635003 |
| 2024年 | 《不祈而遇-祈錦鈅數位寫真書》   | 莉奈文創有限公司 | ISBN 0000000015409 |

## 公益形象
- 2020年新北市警察局反毒大使[6]

## 焦點新聞
- 2019年 與齊豫力挺做公益　國民女友認有學習障礙[7]
- 2020年 祈錦鈅接受蘋果獨家專訪 回憶任動物救援小組護犬大使[8]
- 2020年祈錦鈅攜手許莉潔獻愛浪浪！擔任志工 「清便便」
- 2021年 受邀上《小明星大跟班》我好興奮哪！暗黑版cosplay寫真大賞！2021.04.22 被喻為真人版航海王娜美[9]
- 2021年因小玉換臉事件成為受害者之一。聯合眾多受害者一同提告，并表示不姑息放任這類事件繼續發生[10]
- 2022年 祈錦鈅不唸ㄑ一ˇ！她嘆「忻祁祈沂」難分　網曝秒記秘訣
- 2023年 獨家／最辣孕婦祈錦鈅要生了！突然落紅嚇到　急問護士這樣說 | 三立新聞網 | LINE TODAY
- 2024年 祈錦鈅任紅心字會公益大使 陪伴長輩提早圍爐
- 2024年 祈錦鈅產後首露面！甩20公斤炸「超兇上圍」不科學身材辣爆了<ref>